# Saint-Salvadour
Saint-Salvadour é uma comuna francesa na região administrativa da Nova Aquitânia, no departamento de Corrèze. Estende-se por uma área de 19,47 km². Em 2010 a comuna tinha 310 habitantes (densidade: 15,9 hab./km²).